# Almeríai repülőtér
Almeríai repülőtér (IATA: LEI, ICAO: LEAM) egy kisebb nemzetközi repülőtér Almería közelében. A légikikötő 1968-ban nyílt meg. Éves utasforgalma 703 386 fő (2022). Üzemeltetője az AENA.

## Légitársaságok és úticélok
2025-ben a Almeríai repülőtérről az alábbi járatok indulnak (Utoljára frissítve: 2025-08-16):
| Légitársaság    | Célállomások |
| --------------- | --- |
| Air Nostrum     | Szezonális charter: Porto |
| Binter Canarias | Gran Canaria |
| easyJet         | Bristol, London–Gatwick Szezonális: Liverpool (kezdődik 2025 október 28-tól), London–Luton, London–Southend                                             |
| Iberia          | Madrid, Melilla, Seville Szezonális: Palma de Mallorca                                                                                                  |
| Jet2.com        | Szezonális: Birmingham, Bristol, East Midlands, Leeds/Bradford,London Stansted, London Gatwick, London Southend, London Oxford, London Luton Manchester |
| Luxair          | Szezonális: Luxembourg |
| Ryanair         | Szezonális: Charleroi, London–Stansted, Manchester |
| Smartwings      | Szezonális: Budapest, Prága |
| Transavia       | Szezonális: Párizs–Orly,[forrás?] Rotterdam/The Hague                                                                                                   |
| TUI fly Belgium | Szezonális: Brüsszel |
| Vueling         | Barcelona |

## Forgalom
Az utasforgalom az elmúlt években az alábbi módon változott:
| Utasok száma | 839 859 | 1 073 585 | 1 206 634 | 791 837 | 780 853 | 745 226 | 920 329 | 992 043 | 200 302 | 703 386 |
|              | 2003    | 2005      | 2007      | 2009    | 2011    | 2014    | 2016    | 2018    | 2020    | 2022    |

## Kifutópályák
A repülőtér futópályái:
- 07/25 (3200 m, 45 m, aszfalt)

## Képgaléria

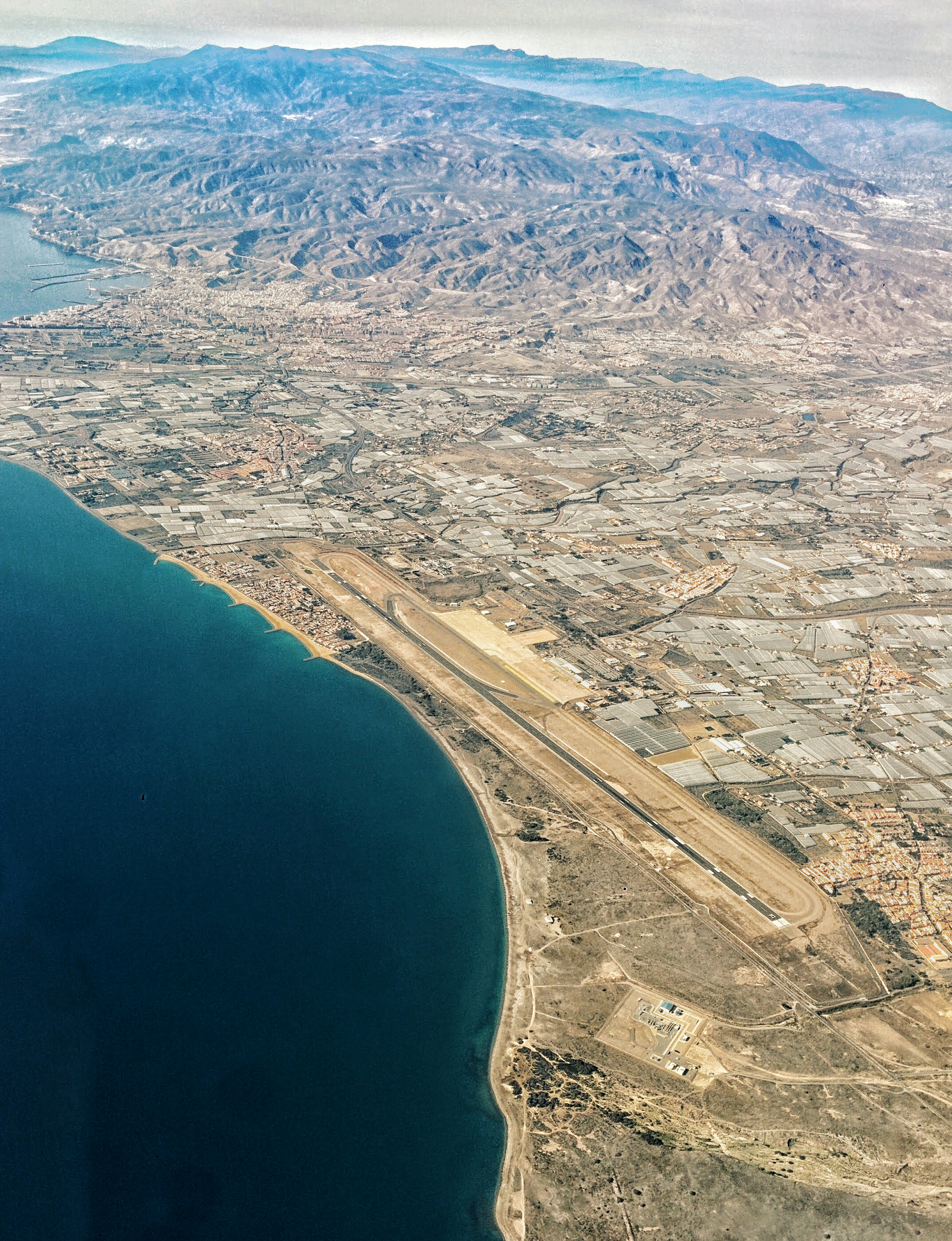
A repülőtér a magasból
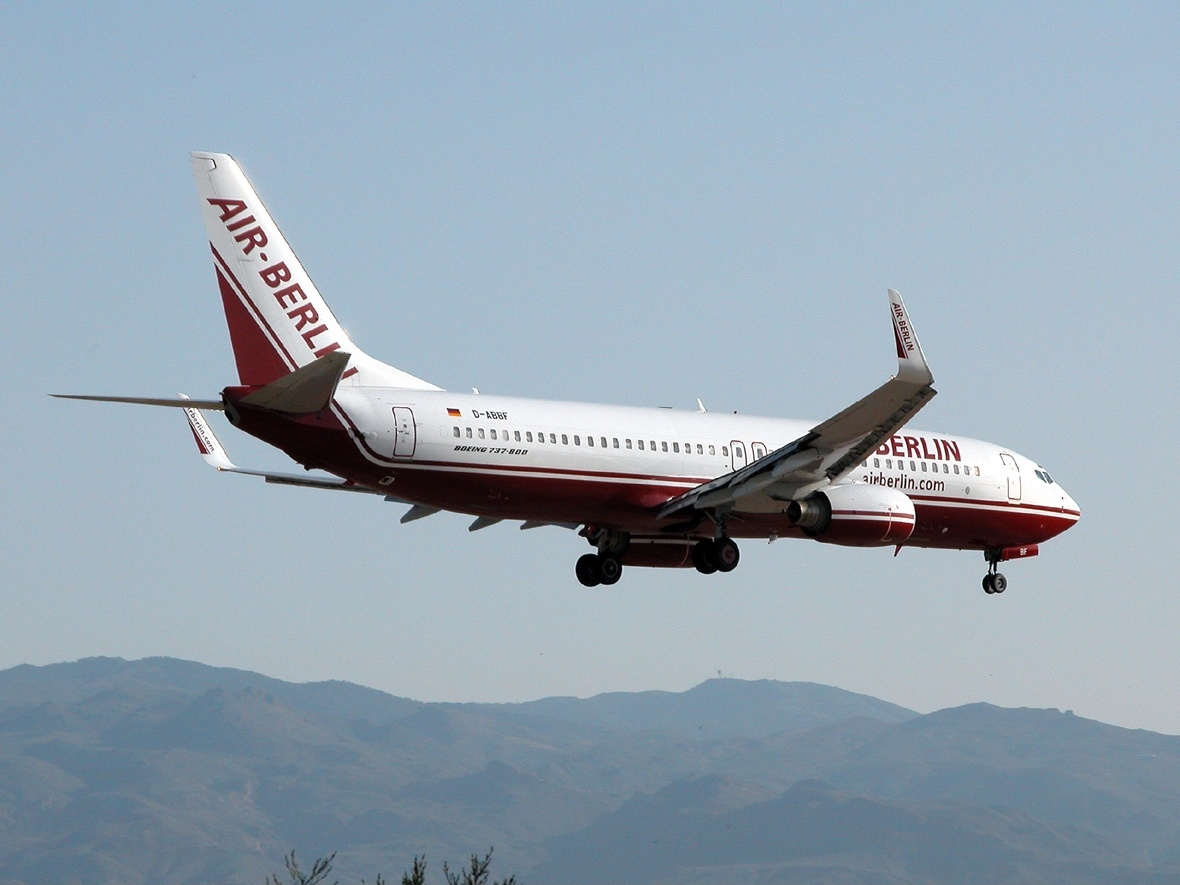
Landoló repülőgép
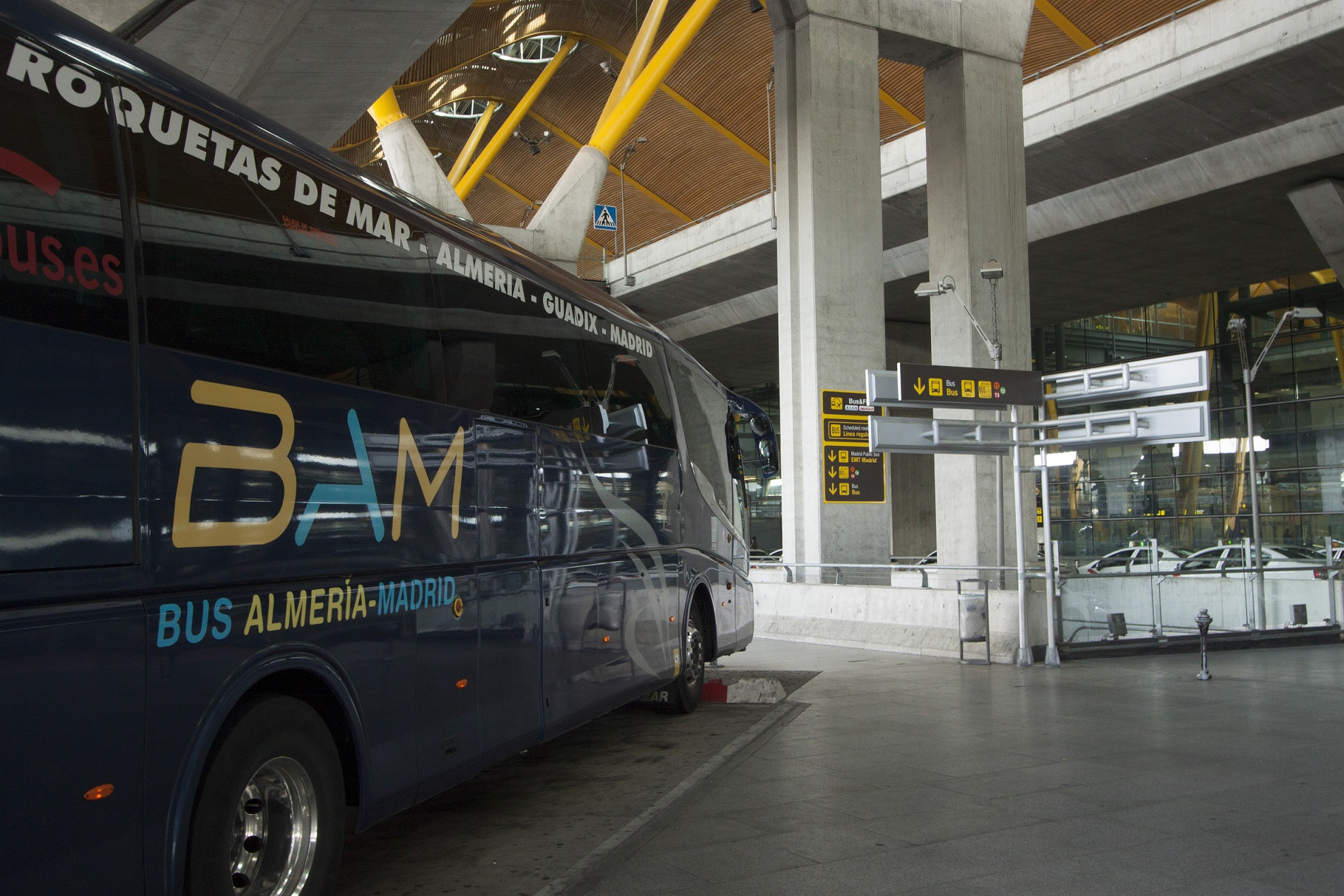
A reptéri busz állomása
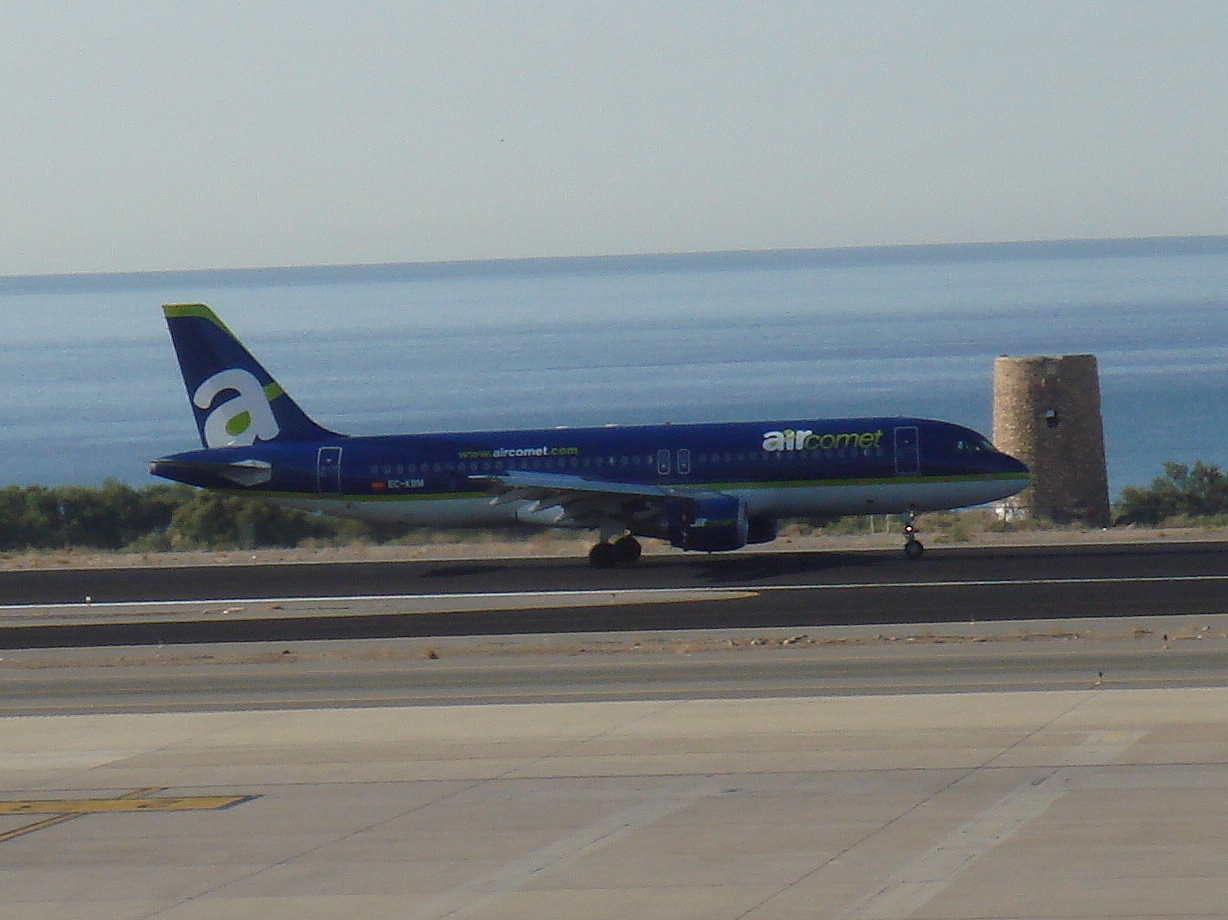
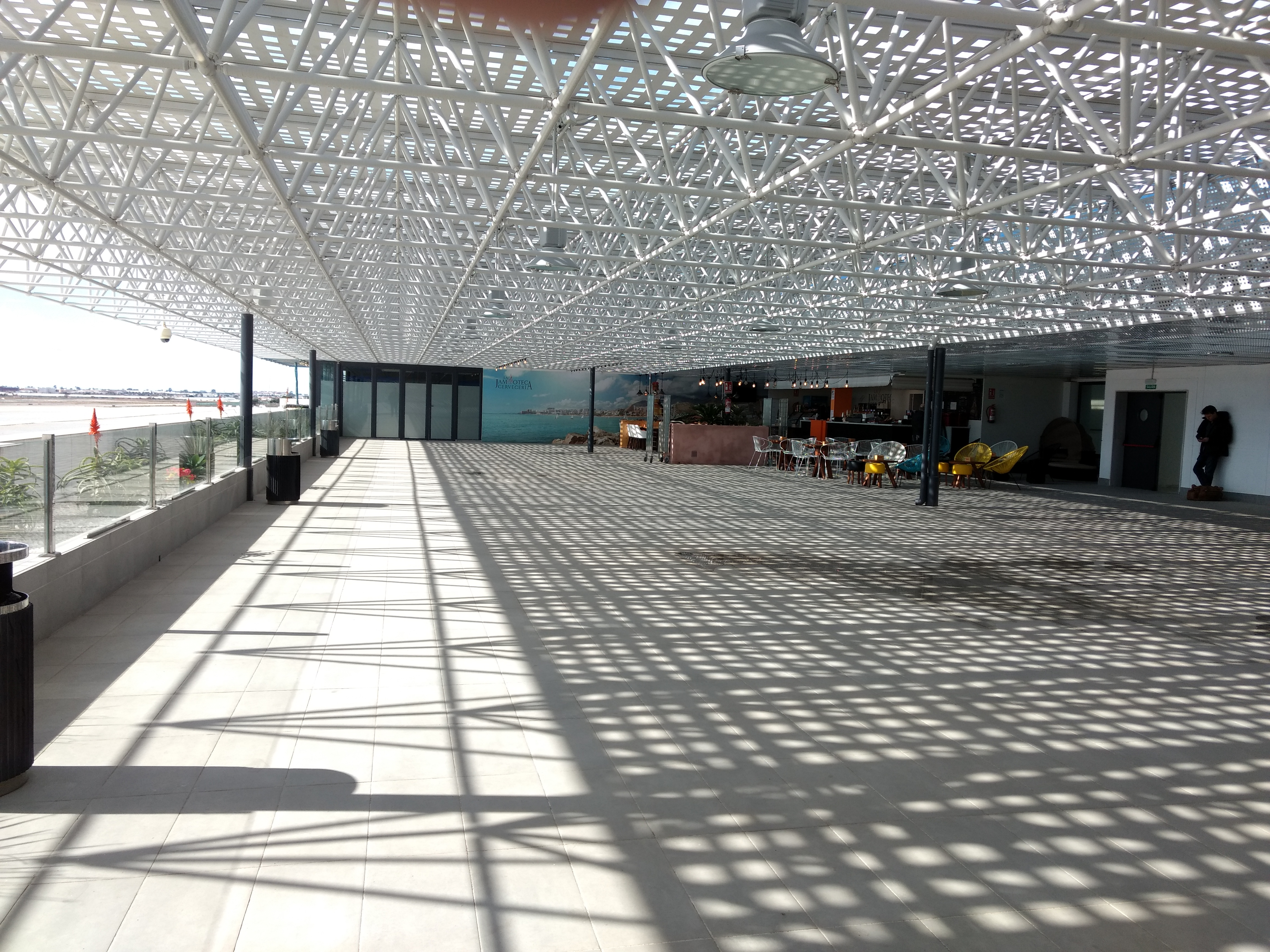